# National Water Carrier

Verlauf des National Water Carrier

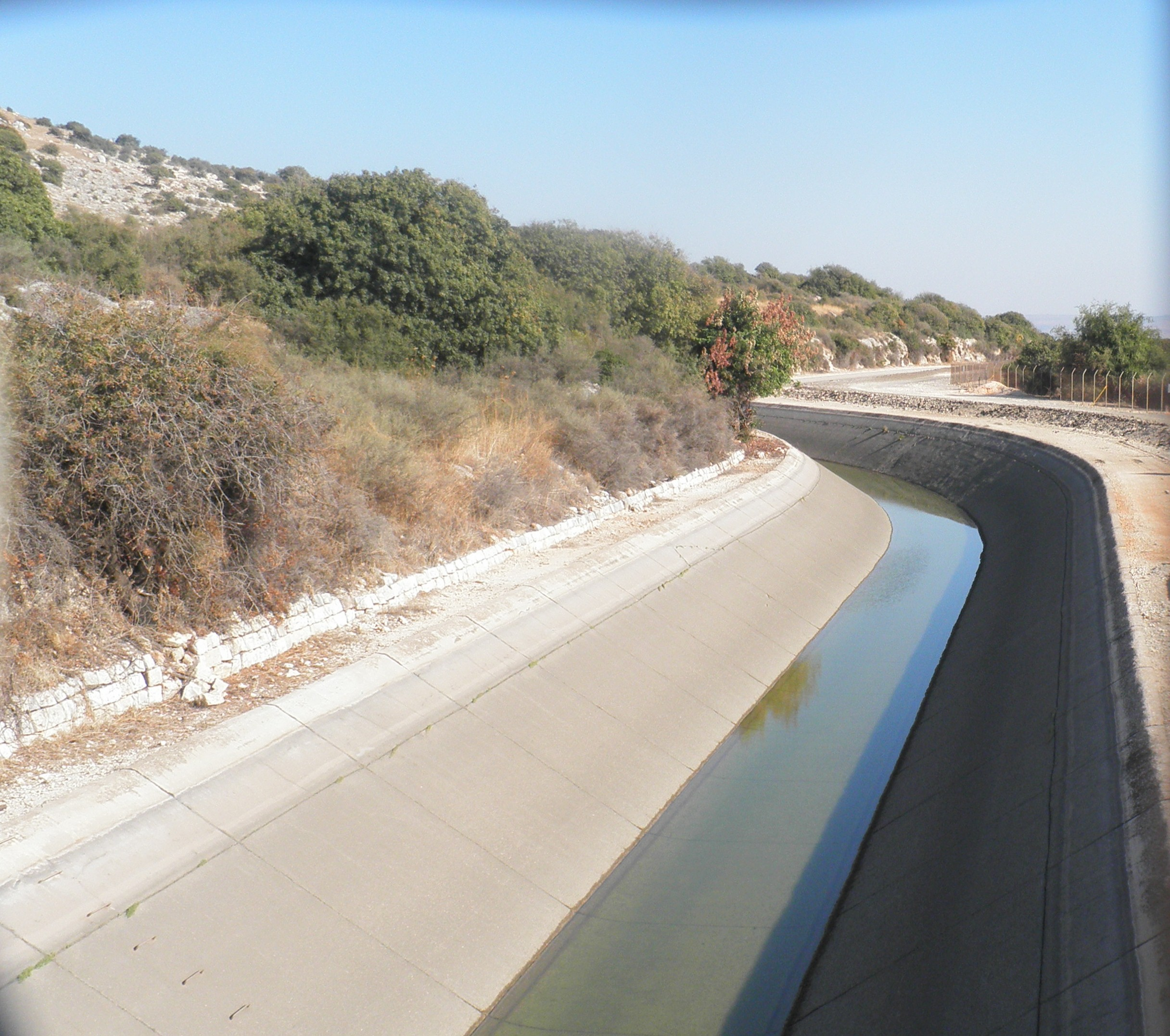
National Water Carrier: Der offene Kanal in der Nähe von Kibbutz Hukok

Jordan und Quellflüsse Banyas und Hasbani

Der National Water Carrier (hebräisch מּוֹבִיל הַמַּיִם  הָאַרְצִי Movīl haMajīm haArtzī, deutsch ‚Landeswasserrohrleitung‘) ist ein israelisches Kanal- und Leitungssystem, mit dem weite Teile des Landes im Süden mit Trinkwasser aus dem wasserreicheren Norden Israels versorgt werden. Das Wasser wird dabei vom See Genezareth bis in die Negev-Wüste transportiert. Das 130 km lange System wurde 1964 fertig gestellt und seitdem partiell ausgebaut und erweitert. Bis zu 72.000 Kubikmeter können stündlich durch den NWC fließen. Den geographischen Schwierigkeiten wurde mit großen Pumpanlagen, offenen Kanälen, Tunneln und Reservoirs begegnet. Erbauer und Betreiber ist die staatliche Wassergesellschaft Meqorot.

## Geographie
Durch die zunehmende Bewässerung in der Landwirtschaft ist der Wasserverbrauch in Israel seit seiner Gründung stark gestiegen. Während 1938 noch rund 30 km² bewässert wurden, verzehntfachte sich der Wert bis 1990 auf über 400 km² im Jahr. Die zur Verfügung stehenden Wasserreserven sind dagegen gering: Es gibt kaum Flüsse oder Seen, die ganzjährig Wasser führen und die Grundwasservorräte sind begrenzt. Dazu kommt als weiteres Problem die ungleichmäßige zeitliche und räumliche Verteilung der Niederschläge. Die Hauptregenmenge fällt im Winter, wenn ohnehin weniger Wasser gebraucht wird, da kaum Bewässerung nötig ist. Hingegen regnet es im Sommer zur Hauptbedarfszeit gar nicht. Zudem können die Niederschläge von Jahr zu Jahr erheblich schwanken. Ein weiteres Problem stellt die regionale Verteilung des Wassers dar: Etwa drei Viertel des nutzbaren Wassers befinden sich nördlich von Tel Aviv, während im Süden am Übergang zur Wüste Negev große Flächen liegen, die bei entsprechender Bewässerung landwirtschaftlich genutzt werden können.

## System
Neben dem Ziele, Wasser zu speichern, hat der NWC die Aufgabe, Wasser vom Norden in den Süden zu transportieren. Dabei besteht keine Möglichkeit, auf natürliche Wasserläufe zurückzugreifen: Die meisten israelischen Flüsse sind recht kurz, verlaufen in Ost-West-Richtung und münden in das Mittelmeer. Der einzige größere Fluss, der in Richtung Süden fließt, ist der Jordan, der allerdings nicht zuletzt aufgrund seiner Lage unter dem Meeresspiegel (und damit auch unterhalb der zu versorgenden Gebiete) schlecht als Versorgungskanal nutzbar ist.
Der Bodenkundler Walter C. Lowdermilk veröffentlichte 1944 ein Buch mit dem Titel The Land of Israel, the Promised Land, in dem er die Idee eines nationalen Wasserversorgungssystems darlegte. Das Buch veranlasste Verantwortliche der Jewish Agency, den US-amerikanischen Ingenieur James Hays einen Plan entwickeln zu lassen, wie mit Wasser aus dem Yarmouk, dem Jordan und dem Litani die Negev-Wüste versorgt werden könnte.
1953 begann der Bau des NWC und wurde 1964 abgeschlossen. Das Projekt kostete 420 Millionen Israelische Lira; mehr als 4.000 Arbeiter waren an ihm beteiligt.
Alle Wasservorräte Israels wurden im Jahr 1959 verstaatlicht und verschiedene Stellen und Gesellschaften gegründet, die mit der Planung und Kontrolle der Wassernutzung und dem Ausbau der Infrastruktur befasst sind. Durch verschiedene Maßnahmen konnte Israel die Nutzung seines Wassers über die letzten Jahrzehnte optimieren. So konnte z. B. der Verbrauch in der Landwirtschaft durch den Einsatz von Tropfbewässerung reduziert werden. Der besseren Nutzung des Wassers dienen die Anreicherung des Grundwassers durch Oberflächenwasser im Winter, die Erschließung neuer Brunnen und die Meerwasserentsalzung. Auch der Bau der Landeswasserleitung war ein zentraler Baustein im Bemühen, das vorhandene Wasser besser zu nutzen.
Seit Einrichtung des Systems hat sich die israelische Bevölkerung auf sieben Millionen Einwohner nahezu verdreifacht.

## Politischer Hintergrund
Das ca. 130 km lange Versorgungssystem wurde 1964 fertiggestellt. Jordanien und Syrien reagierten darauf mit dem Headwater Diversion Plan, dem zufolge die Quellflüsse des Jordans, der Banyas-Strom und der Hasbani, auf ihr Territorium umgeleitet werden sollten. Dies wiederum führte zu diplomatischen und dann militärischen Auseinandersetzungen, die 1967 fast nahtlos in den Sechstagekrieg mündeten. Mit der Besetzung der Golanhöhen 1967 sicherte sich Israel die Kontrolle über den Banyas sowie mit dem Libanonkrieg 1982 die Kontrolle über den Hasbani.